# NGC 6574
NGC 6574 (другие обозначения — NGC 6610, IRAS18095+1458, UGC 11144, ZWG 113.26, MCG 2-46-10, ZWG 84.24, PGC 61536) — галактика в созвездии Геркулес.
Этот объект занесён в новый общий каталог несколько раз, с обозначениями NGC 6574, NGC 6610.
Этот объект входит в число перечисленных в оригинальной редакции «Нового общего каталога».
В галактике вспыхнула сверхновая SN 2008eb типа Ic, её пиковая видимая звездная величина составила 17,3.